# KSTAR
KSTAR (Korean Superconducting Tokamak Advanced Research) — установка для магнітного утримання плазми типу токамак, збудована в Національному інституті термоядерних досліджень в Теджоні, Південна Корея. Токамак KSTAR призначений для вивчення аспектів магнітної термоядерної енергії, які будуть стосуватися термоядерного проєкту ITER, як внесок країни в співпрацю ITER.

## Історія
Проєкт було ухвалено в 1995 році, і спорудження установки розпочалось вже у грудні. Але воно було відтерміновано через фінансову кризу в Східній Азії, котра значно ослабила економіку Південної Кореї. Урешті-решт, стадія спорудження проєкту була завершена 14 вересня 2007 року. Першу плазму було отримано 15 липня 2008 року.

## Перспективи використання
KSTAR є одним з перших у світі дослідницьких токамаків, який обладнано повністю надпровідними магнітами, що знову ж таки буде відповідати зусиллям ITER, оскільки в ньому також будуть використовуватись надпровідні магніти. Магнітна система KSTAR складається з 16 ніобієво-олов'яних магнітів тороїдального поля прямого струму, 10 ніобієво-олов'яних магнітів полоїдального поля змінного струму, 4 ніобієво-титанових магнітів полоїдального поля змінного струму. Планується, що реактор досліджуватиме імпульси плазми тривалістю до 20 секунд до 2011 року, а тоді буде він буде модернізований для дослідження імпульсів тривалістю до 300 секунд. Камера реактора матиме зовнішній радіус 1,8 м, внутрішній радіус 0,5 м, максимальне тороїдальне поле 3,5 Тл, та максимальний струм плазми 2 мегаампери.
Як і у випадку з іншими токамаками, нагрівання та підтримка струму буде здійснюватися з використанням інжекції пучка нейтральних частинок, нагріву іонним циклотронним резонансом (англ. ion cyclotron resonance heating, ICRH), високочастотного нагріву та нагріву електронним циклотронним резонансом (англ. electron cyclotron resonance heating, ECRH). Початкова потужність нагріву буде 8 мегават від інжекції пучка нейтральних частинок, який можна модернізувати до 24 МВт, 6 МВт від ICRH, який можна модернізувати до 12 МВт, і поки ще невизначена потужність нагріву від ECRH та високочастотного нагріву. В експерименті будуть використовуватись як водневі так і дейтерієві палива, але не дейтерієво-тритієва суміш, що буде досліджуватись в ITER.
Наприкінці грудня 2020 року токамак KSTAR спромігся утримувати речовини з температурою близько 100 мільйонів градусів стабільними впродовж 20 секунд, що стало одним зі світових рекордів. До 2025 року вчені планують збільшити цей час до 5 хвилин.

## Технічні характеристики
Котушки магніту тороїдального поля виготовлені з Nb3Sn, що забезпечує високі тороїдальні поля до 3,5 Тл, і вже були повністю протестовані. Магнітні котушки полоїдального поля, що складаються як із Nb3Sn так і з NbTi, конструкція яких розрахована на максимальний струм 25 кА, були протестовані до 15 кА.
| Характеристика            | Значення                  |
| Зовнішній радіус          | 1,8 м                     |
| Внутрішній радіус         | 0,5 м                     |
| Тороїдальне магнітне поле | 3,5 Тл                    |
| Струм плазми              | 2,0 МА                    |
| Об'єм вакуумної камери    | 17 м³                     |
| Площа поверхні плазми     | 48 м²                     |
| Витягнутість              | 2,0                       |
| Трикутність               | 0,8                       |
| Тривалість імпульсу       | 20 сек < tpulse < 300 сек |
| ------------------------- | ------------------------- |